# Roeipotigen
Roeipotigen of pelikaanachtigen (Pelecaniformes) zijn een orde van de vogels die 5 families telt en 118 soorten.
Het zijn meestal vogels met zwemvliezen aan hun poten. Zij behoren tot de clade van de watervogels.

## Taxonomie
- Ardeidae (Reigers)
- Balaenicipitidae (Schoenbekooievaar)
- Pelecanidae (Pelikanen)
- Scopidae (Hamerkop)
- Threskiornithidae (Ibissen en lepelaars)